# Sim (Perm)
|  | Per a altres significats, vegeu «Sim». |

Sim (en rus: Сим) és una localitat rural (possiólok) del krai de Perm, a Rússia, que pertany al districte rural de Solikamski.